# R-7 Semiorka
Р-7 Семёрка
Pour les articles homonymes, voir R-7.

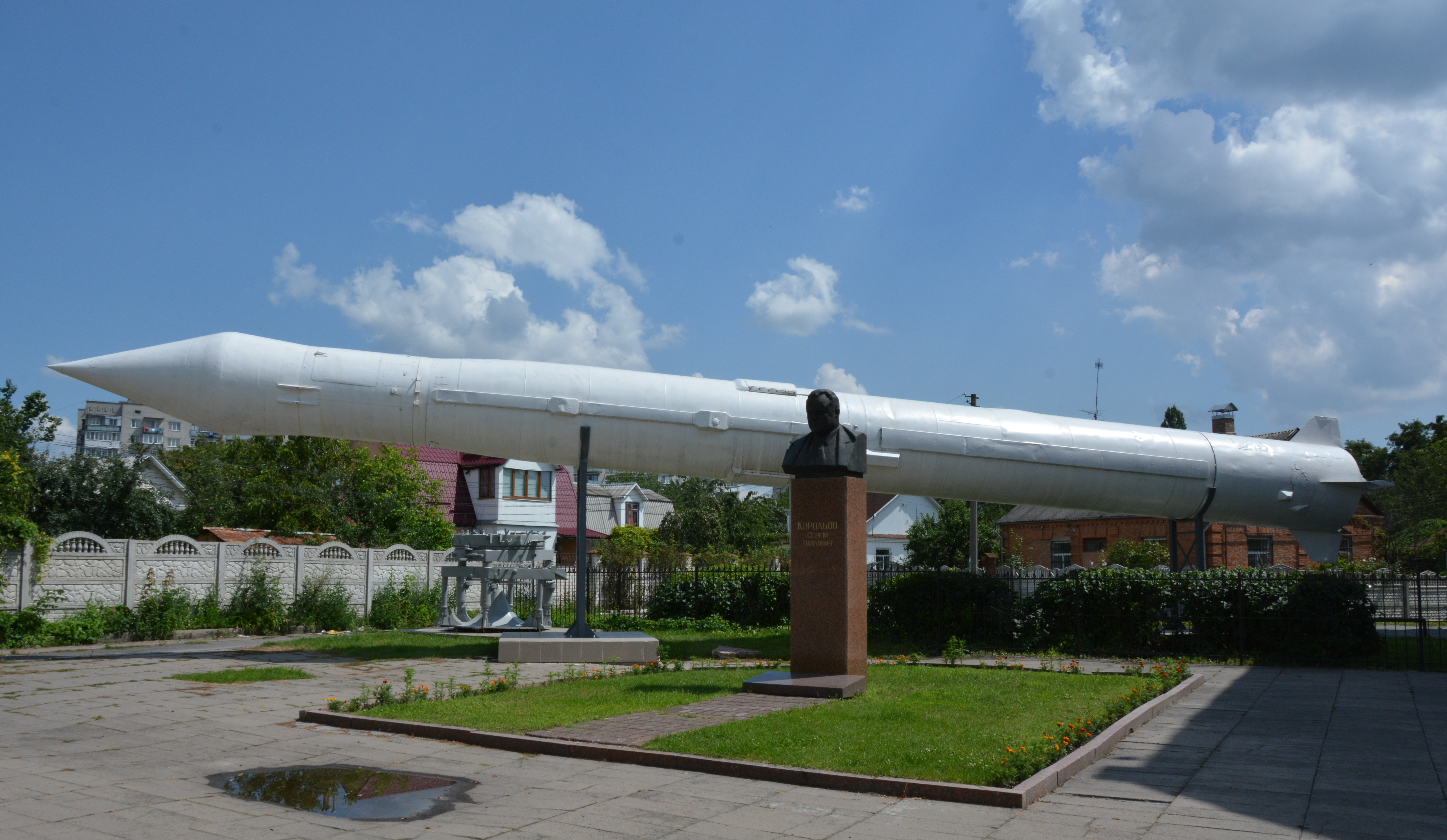
Missile R-5.

Le R-7 Semiorka (du russe Семёрка, signifiant « Petite septième »), code OTAN SS-6 Sapwood, est le premier missile balistique intercontinental au monde, élaboré par l'Union soviétique. Le missile, développé par les ingénieurs de l'OKB 1 sous la direction de Sergueï Korolev, père du programme spatial soviétique, effectue son premier vol le 7 septembre 1956, et entre en service opérationnel en 1960. Mais ses caractéristiques mal adaptées aux besoins militaires entrainent rapidement son retrait du service.
Le R-7 Semiorka sert également de lanceur spatial : rebaptisé Spoutnik, il lance le satellite du même nom, Spoutnik 1, le 4 octobre 1957, dans le premier vol orbital non habité réussi de l'ère spatiale. Cette version spatiale donne naissance à toute une famille de lanceurs à la fois performants et fiables dont les dernières versions, actuellement le Soyouz, sont toujours en service, et fabriquées dans l'Usine no 1 de Samara.

## Historique
Pour un article plus général, voir Histoire du missile balistique.

### Contexte
Comme tous les missiles balistiques intercontinentaux de première génération, la R-7 Semiorka est conçue dans le cadre de la guerre froide qui oppose l'Union soviétique et les États-Unis. En tant que missile balistique intercontinental, cet engin militaire est capable d'emporter une charge explosive de grande puissance et d'aller frapper le territoire de l'ennemi situé à plusieurs milliers de kilomètres. Au début des années 1950, alors que les Américains choisissent d'attendre de disposer de bombes H (beaucoup plus légères que les bombes A) pour développer un missile balistique intercontinental porteur d'une tête nucléaire, les responsables soviétiques décident de se lancer dans le développement de ce type d'arme immédiatement après avoir réussi à faire exploser leur première bombe A. Cette première version de l'arme nucléaire, non miniaturisée, est lourde. Les responsables soviétiques décident néanmoins de concevoir un missile adapté capable d'emporter une charge militaire de 5 tonnes. Ce contexte explique les différences de performances entre les premiers lanceurs soviétiques dès le départ très puissants avec les lanceurs américains dont le plus puissant comme l'Atlas ne peut emporter qu'une charge utile d'une tonne.

### Les missiles soviétiques R-1 à R-11
Le développement du missile R-7 repose sur les travaux préalables de l'institut de recherche NI-88 qui entre 1948 et 1956 développe 7 familles de missile balistique de complexité croissante qui permettent aux ingénieurs soviétiques de mettre au point de nombreuses techniques : 
- le missile R-1 (13,4 tonnes au lancement) dont le premier vol a lieu en 1948 a une portée de 270 km avec une charge explosive de 785 kg. C'est une copie du missile allemand V-2 ;
- R-2 (20 tonnes) a une portée de 600 km et emporte une charge de 1 000 kg. Il est contrôlé par radio pour améliorer sa précision ;
- R-5 (29 tonnes) qui effectue son premier vol en 1953 a une portée de 1 200 km et une charge utile de 1 000 kg. Il peut emporter de manière optionnelle jusqu'à quatre charges explosives mais sa portée est alors réduite à 600 kilomètres. Il dispose d'un système de guidage avancé pré-programmé et contrôlé par radio qui permet d'obtenir une bonne précision ;
- R-5M est une version dérivée du précédent missile mais qui emporte pour la première fois une charge nucléaire. Sa portée est de 1 200 km.

Ces quatre missiles sont tous mono-étages et propulsés par des moteurs-fusées à ergols liquides qui brûlent un mélange d'oxygène liquide et d'éthanol. Ils sont conçus par l'équipe de Sergueï Korolev, futur père de l'astronautique soviétique, et la propulsion est développée sous la direction de Valentin Glouchko. En 1953, le NI-88 développe également les missiles R-11 et R-11M, aux performances similaires au V2 allemand (portée 180 km et charge militaire de 950 kg) qui présentent la particularité d'être propulsés par un moteur-fusée brûlant un mélange d'acide nitrique et de kérosène. Ce nouveau missile constitue la première version (Scud-A) de la famille de missiles connus en Occident sous l'appellation Scud. La version R-11FM également développée à cette époque est une variante qui peut être tirée depuis un sous-marin ce qui impose un mode de fonctionnement spécifique (guidage, allumage et décollage).

### Démarrage du projet R-7
C'est un décret du gouvernement soviétique du 20 mai 1954 qui lance le développement du missile balistique intercontinental R-7. À cette date, l'équipe de Korolev n'avait encore jamais déployé de missile à tête nucléaire et n'avait conçu que des missiles mono-étage qui ne permettaient pas d'atteindre les performances requises pour cette nouvelle fusée.

### Choix d'architecture

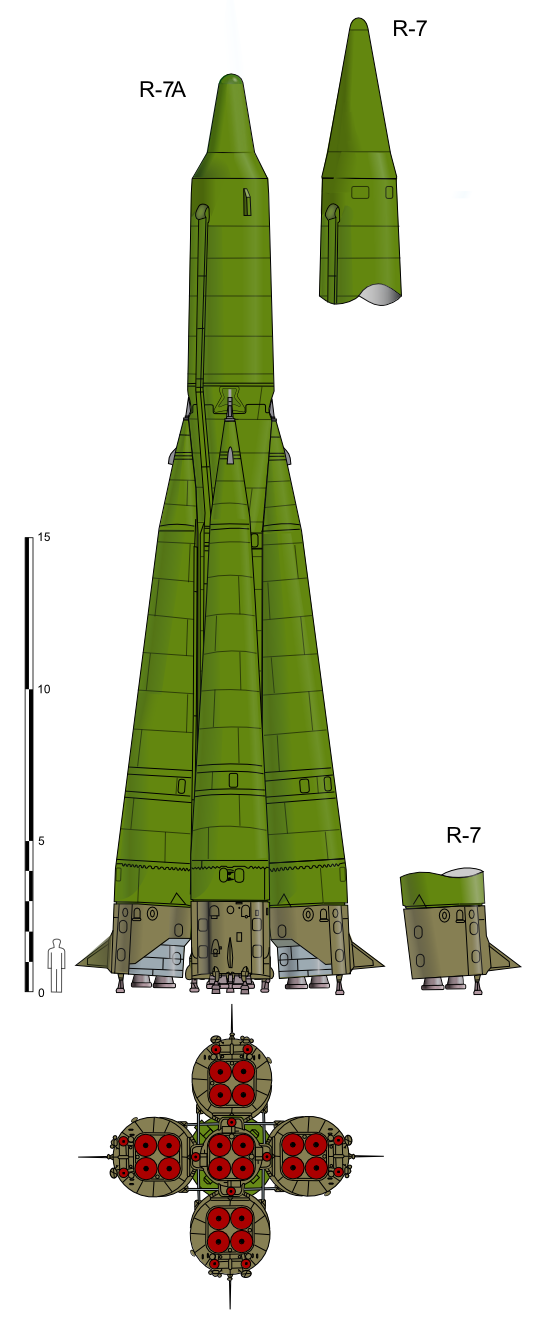
Schéma du missile R-7A/R-7.

Le développement du missile intercontinental R-7 doit surmonter un très grand nombre de difficultés car il nécessite de mettre au point de nouvelles solutions qui s'écartent complètement de l'héritage allemand qui avait largement inspiré les missiles soviétiques précédents.

#### Allumage de tous les moteurs au sol et configuration en fagot
L'allumage d'un moteur-fusée à ergols liquides est une séquence d'opérations très délicate. L'utilisation d'une fusée à deux étages nécessite théoriquement son exécution en plein vol, or cet exercice est mal maitrisé par les ingénieurs et donne des résultats aléatoires. Pour contourner ce problème, le lanceur est constitué d'un étage central flanqué de 4 étages d'appoint ayant la forme de cônes allongés (configuration en fagots). Tous les moteurs-fusées sont mis à feu alors que le lanceur est encore au sol. Les étages d'appoint sont largués au bout de 125 secondes mais l'étage central, qui est plus long et contient plus d'ergols, continue à propulser le missile durant 125 secondes, jouant ainsi le rôle d'un second étage. Cette technique est également utilisée à la même époque par les ingénieurs américains qui sont confrontés au même problème. Leur lanceur Atlas dispose de trois moteurs-fusées au décollage, dont deux sont largués durant la phase propulsée pour réduire la masse de la structure.

#### Utilisation de moteurs-verniers
Le recours à des déflecteurs de jet mobiles placés à la sortie de la tuyère des moteurs-fusées à ergols liquides était la technique — héritée du missile allemand V2 — utilisée pour orienter la poussée et contrôler la trajectoire des précédents missiles. Cette technique présente toutefois deux inconvénients importants :
- une partie de la poussée des moteurs est perdue à cause de la résistance opposée au jet de gaz, ce qui induit une réduction notable de la portée du missile ;
- en se reposant uniquement sur cette technique de guidage, il avait été calculé que la distance entre le point d'impact du missile et la cible visée pouvait atteindre 50 kilomètres dans le cas d'un vol sur une distance intercontinentale : même avec un système de contrôle de la propulsion sophistiqué, il se produisait après l'arrêt du dernier moteur-fusée des poussées dues à la combustion des ergols résiduels qui réduisait fortement la précision.

De nombreuses solutions sont proposées et évaluées par les ingénieurs pour améliorer le fonctionnement des moteurs-fusées durant la phase d'extinction, mais elles sont toutes rejetées par le concepteur des moteurs Glouchko. La solution retenue est l'ajout de petits moteurs verniers, dont le seul rôle est de contrôler l'orientation du lanceur et qui remplacent les déviateurs de jet orientables tout en assurant la précision nécessaire pour la poussée finale. L'extinction de ces moteurs de faible puissance ne génère pratiquement aucune poussée résiduelle. Ces moteurs brûlent les mêmes ergols que les moteurs principaux et sont alimentés par la turbopompe de ces derniers. Pour contrôler l'orientation du lanceur en vol, quatre de ces moteurs sont installés sur l'étage central et deux sur chacun des propulseurs d'appoint. Glouchko ayant refusé d'assurer la conception et la fabrication de ces moteurs-verniers pour tenir les délais de développement de la motorisation principale, ce sont trois ingénieurs de l'OKB-1 qui se chargent de cette tâche. La fabrication de ces moteurs-verniers, assurée dans un premier temps par l'OKB-1, sera ensuite reprise par l'établissement de Glouchko.

#### Fiabilité
De 1957 à 2009, sur 1 749 tirs de R-7, 1 673 ont réussi, soit un taux de fiabilité de 96 %.

### Premiers lancements et début de l'ère spatiale (1957)

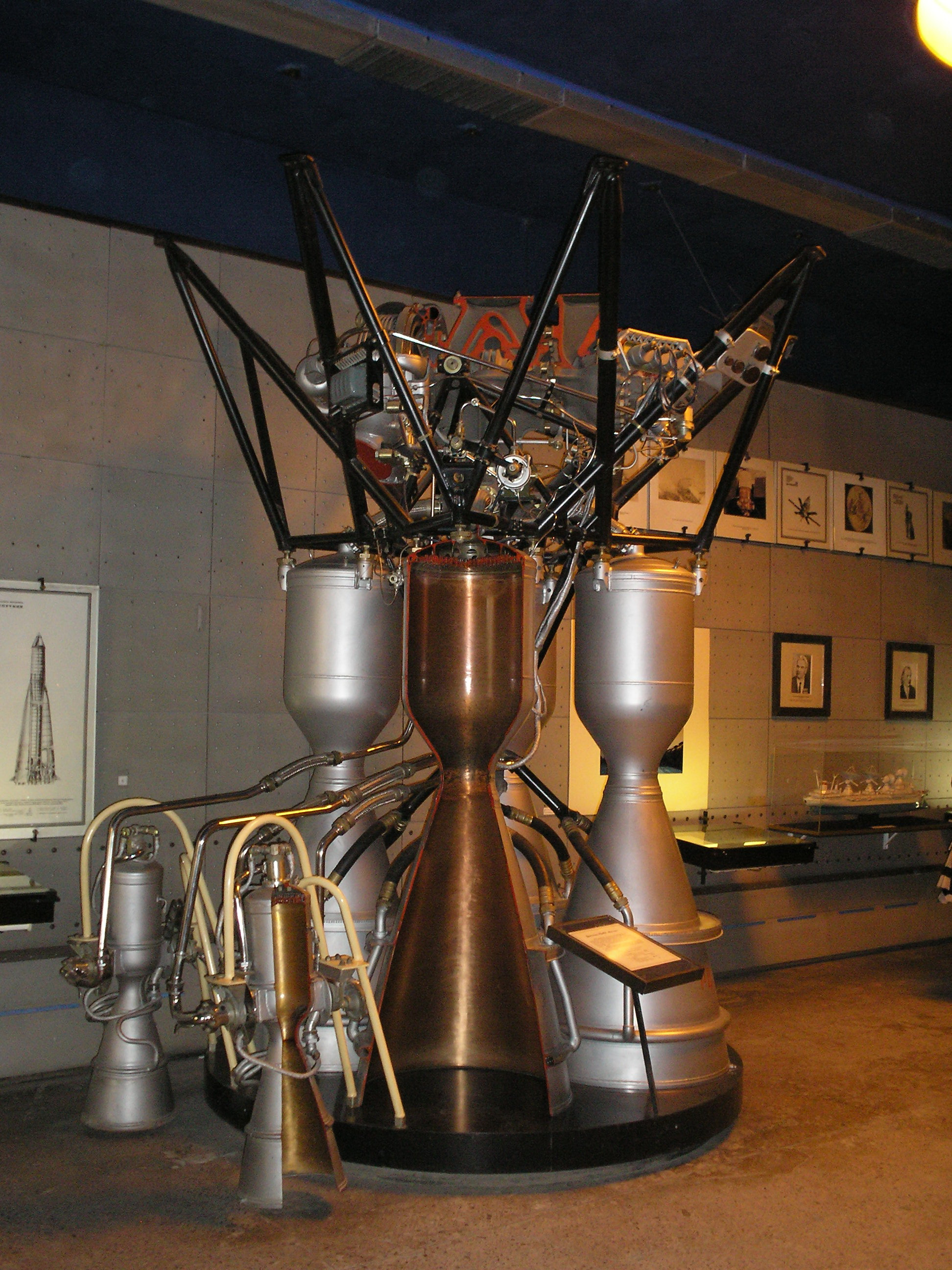
Moteur-fusée RD-107.

Les premiers essais de lancement du missile seul sont des échecs. Le 15 mai 1957, le premier tir échoue après un vol de 100 secondes à cause de l'explosion d'un des moteurs. Le quatrième tir effectué le 21 août 1957 est un test visant à démontrer sa capacité à servir de missile balistique intercontinental, il y réussit sur une distance de 6 000 km. Un cinquième essai est effectué le 7 septembre 1957 montrant ses capacités à s'élever efficacement dans l'espace.
Le concepteur du missile R-7, Sergueï Korolev, poursuit depuis le début de ses travaux l'objectif de lancer des engins dans l'espace. Il dispose avec la R-7 d'un engin capable de placer une charge de plusieurs tonnes en orbite. Mais pour lancer un satellite dans l'espace, Korolev doit convaincre les membres du parti ainsi que les militaires, qui sont sceptiques. L'objectif de Korolev est purement scientifique, mais pour obtenir un accord il trouve des arguments susceptibles de plaire aux militaires (charge utile élevée et longue portée) et aux politiques (propagande de la réussite technique soviétique face aux États-Unis), voire stratégiques (développement de satellites espions). L'utilisation du missile R-7 comme lanceur spatial est proposé par Korolev au premier secrétaire du parti communiste, Nikita Khrouchtchev, lors d'une inspection en janvier 1956. Korolev propose d'envoyer un satellite scientifique baptisé Objet D
. Ce projet trop ambitieux prend du retard, et le développement d'un engin de petite taille est décidé un an plus tard. Après le premier vol réussi du missile, il obtient l'autorisation d'effectuer un autre tir pour confirmer la fiabilité de la R7 mais également mettre en orbite un satellite. Korolev, qui suit l'avancée des travaux des ingénieurs américains, décide de gagner du temps. La charge utile initialement prévue est abandonnée (elle sera lancée dans le cadre de la mission Spoutnik 3) pour laisser place à un petit satellite à la masse et à l'équipement scientifique minimes : un émetteur radio seulement capable de lancer des signaux audibles autour de la Terre pendant quelques jours.
C'est donc, le 4 octobre 1957, depuis le cosmodrome de Baïkonour, au Kazakhstan, que la première fusée R7-Semiorka lance avec succès, dans sa coiffe, le satellite Spoutnik 1. Il s'agissait d'une version à peine modifiée du missile intercontinental : le satellite et une petite coiffe remplacent l'énorme ogive atomique et son bouclier atmosphérique. Fort de ce succès, Khrouchtchev demanda le lancement d'un autre satellite, un mois à peine après le premier. Korolev et ses équipes travaillent sur le lancement d'un animal à bord de Spoutnik 2. Le tir suivant, le 3 novembre 1957, est un nouveau succès suivi, le 15 mai 1958, de Spoutnik 3.

## Caractéristiques techniques
Le missile R-7 est de type « un étage et demi » avec un corps central et quatre propulseurs d'appoint. Chaque élément possède un moteur comportant quatre chambres de combustion : RD-107 pour les accélérateurs et RD-108 pour le corps central. Le RD107/108 comporte une seule turbopompe chargée d'alimenter en ergols le moteur et quatre ensembles chambre de combustion/tuyère dont la poussée unitaire ne dépasse pas celle d'un V-2 (250 kN) et dont les Soviétiques, comme les Américains, avaient largement repris la technologie. Des moteurs verniers sont accolés à chaque RD107/RD108 pour le contrôle en roulis (quatre sur l'étage central, deux sur chaque accélérateur). La fusée est haute de 30 mètres pour un poids de 267 tonnes, les propulseurs d'appoint latéraux mesurent 20 mètres de haut pour 2,6 de diamètre, sa charge utile atteint de 5,3 à 5,5 t.

## Carrière opérationnelle du missile R-7
Avec une portée de 8 000 km, la première version du missile R-7 n'était pas en mesure de frapper les principales cibles aux États-Unis depuis le site de Baïkonour. Début juillet 1958, les responsables soviétiques décident le développement d'une version du missile dont la portée est légèrement améliorée pour atteindre 9 500 km. Elle est baptisée R-7A. Quatre pas de tir sont construits à Plesetsk, nettement plus au nord que Baïkonour afin d'atteindre les cibles américaines. Le premier vol de cette version a lieu en décembre 1959. La guerre froide bat son plein et le nouveau missile est déclaré opérationnel quelques jours plus tard sans attendre la fin des vols d'essai. Huit vols d'essai ont lieu, dont quatre seulement sont des succès. Les tests démontrent que le missile est capable d'atteindre la presqu'île du Kamtchatka située à 9 500 km. Les quatre missiles installés à Plesetsk étaient programmés pour frapper New York, Washington, Los Angeles et Chicago. Durant la crise des missiles de Cuba (11 septembre-21 novembre 1962), alors que monde est tout près de basculer dans un conflit nucléaire, le missile du pas de tir LC-41 armé d'une tête nucléaire est maintenu en alerte, prêt à frapper les États-Unis avec un préavis de 8 à 12 heures.
La première version du missile R-7, construite à 26 exemplaires, n'a jamais été déployée en tant qu'arme mais a été utilisée pour les essais en vol et effectuer les premiers vols spatiaux. Seule la version R-7A, construite à 28 exemplaires, a effectivement été utilisée par les forces militaires soviétiques. En tant que missile, le R-7 fut un échec : la manipulation de l'oxygène liquide imposait des délais de préparation trop longs, il était surdimensionné du fait des progrès réalisés dans la miniaturisation des bombes atomiques et il était exposé aux contre-attaques car son envergure interdisait de le lancer depuis un silo. Il a vite été supplanté par des missiles beaucoup plus compacts à ergols liquides stockables. Il n'est resté en service dans les troupes des missiles stratégiques que de 1960 à 1967.
| Pays                             | URSS                             | URSS                      | URSS              | USA                       | USA               |
| Missile                          | R-7                              | R-16                      | R-9               | Atlas                     | Titan I           |
| Constructeur                     | OKB-1 (Sergueï Korolev)          | OKB-586 (Mikhail Yanguel) | OKB-1 (Korolev)   | Convair                   | Glenn L. Martin   |
| Début du développement           | 1954                             | 1956                      | 1959              | 1954                      | 1958              |
| Mise en service                  | 1959                             | 1961                      | 1964              | 1959                      | 1962              |
| Retrait                          | 1961                             | 1976                      | 1976              | 1964                      | 1965              |
| Portée (km)                      | 8500                             | 11000                     | 12500             |                           | 10000             |
| Guidage                          | radio et inertiel                | inertiel                  | radio et inertiel | radio et inertiel         | radio et inertiel |
| Précision (km)                   | 10                               | 4.3                       | 8–10              | na                        | <1.8              |
| Masse au lancement               | 280                              | 141                       | 80                | 118                       | 103               |
| Étages                           | 1,5                              | 2                         | 2                 | 1,5                       | 2                 |
| Ergols                           | Kérosène / Oxygène liquide (LOX) | UDMH / Acide nitrique     | Kérosène / LOX    | Kérosène / LOX            | Kérosène / LOX    |
| Lancement                        | Pas de tir                       | Pas de tir/ Silo          | Pas de tir/ Silo  | Pas de tir/ Bunker / Silo | Silo              |
| Temps de préparation             | environ 24 h                     | dizaine de minutes        | 20 minutes        | 15–20 minutes             | 15–20 minutes     |
| Durée de maintien en alerte      |                                  | 30 jours                  | 1 an              |                           | 5 ans             |
| Puissance charge explosives (MT) | 3–5                              | 3–6                       | 5                 | 1,44                      | 3,75              |
| Nbre missiles déployés           | 6                                | 186                       | 23                | 30                        | 54                |

## Lanceurs dérivés

De gauche à droite : le missile R-7 original et les lanceurs Spoutnik, fusées Vostok, fusée Voskhod et fusée Soyouz.

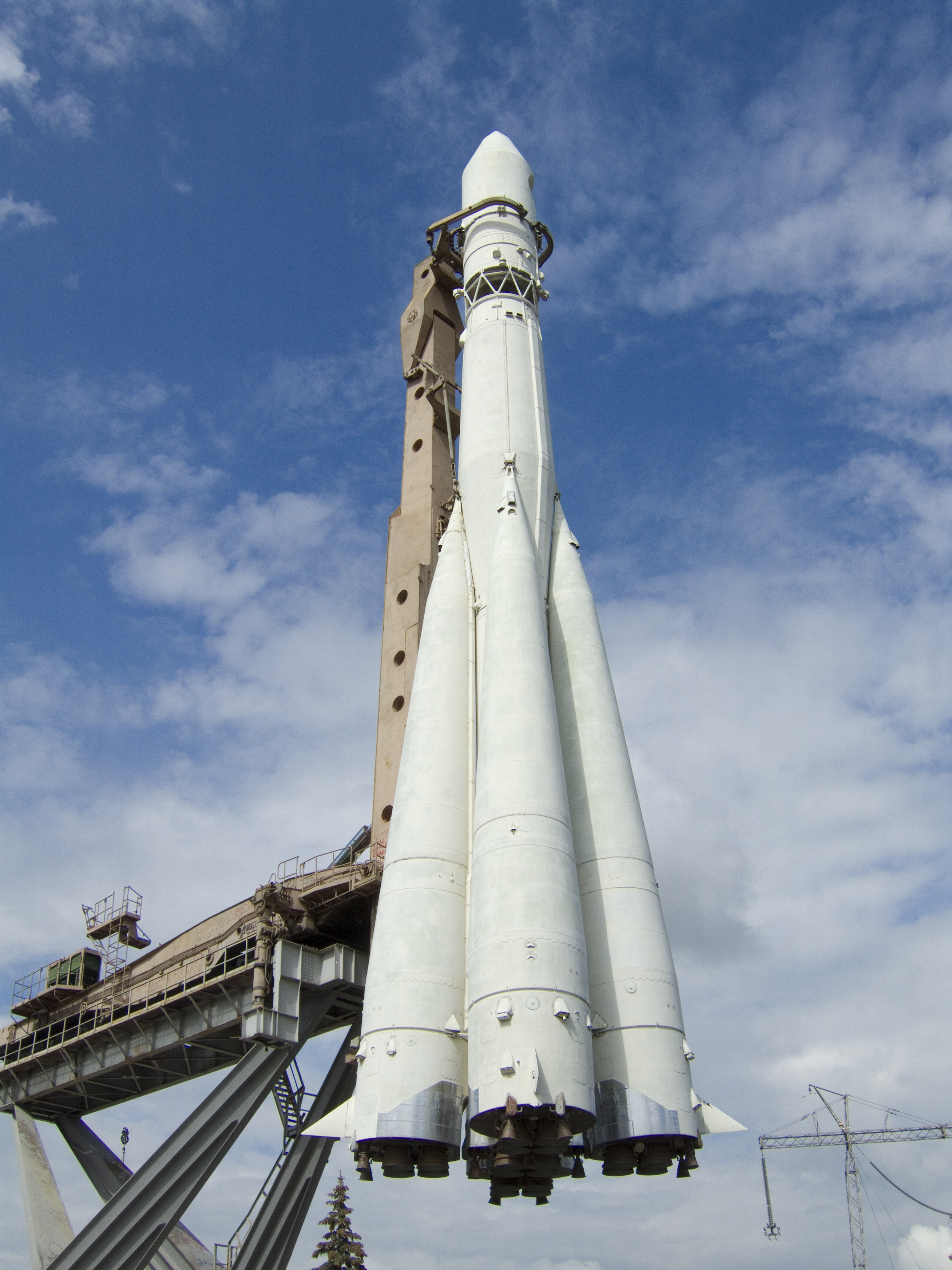
R7 (modèle Vostok) au Centre panrusse des expositions.

Comme tous les missiles balistiques intercontinentaux de première génération, le missile R-7 a donné naissance à de nombreux lanceurs qui ont joué un rôle central dans le programme spatial soviétique puis russe. Ils se différencient uniquement par leurs étages supérieurs : la partie héritée du missile R-7 est restée pratiquement inchangée en 2019. Cette famille de fusées se différencie en cela des lanceurs américains qui ont également connu une longue carrière mais ont été remaniés en profondeur pour gagner en puissance. Les lanceurs dérivés de la Semiorka ont notamment joué un rôle central dans le programme spatial habité puisqu'ils sont toujours (en 2019) seuls chargés de placer les équipages en orbite, un exercice nécessitant une fiabilité quasi parfaite. De 1957 à 2009, sur 1 749 tirs de R-7, 1 673 ont réussi, soit un taux de 96 %.
- Les fusées Vostok : dotées d'un petit deuxième étage (troisième pour les Russes, qui comptent les propulseurs d'appoint comme premier étage) pour les premiers vols habités (programme Vostok). Une version presque identique connue sous le nom de Luna a lancé les premières sondes lunaires. La mission la plus célèbre de ces lanceurs (version Vostok-K) est incontestablement le vol de Youri Gagarine.
- La fusée Voskhod : dotée d'un deuxième étage plus massif avec un moteur quadrichambre, destinée à la capsule du même nom, une version agrandie de la Vostok pour les premiers vols biplaces.
- la fusée Soyouz : la plus célèbre, qui lance le vaisseau Soyouz. Dérivée directement de Voskhod. Elle est toujours en service, que ce soit pour des lancements de satellites ou des vols habités.
- La fusée Molnia (Молния) : une Soyouz avec un étage supplémentaire, qui lance les satellites Molnia, des satellites de télécommunication sur une orbite elliptique inclinée, qui leur permet d'assurer un service similaire aux satellites géostationnaires sous les hautes latitudes. Ces fusées ont aussi servi à des lancements interplanétaires et géostationnaires.

Tous les étages utilisent la combinaison d'ergols kérosène/oxygène liquide. Depuis 1991, seules les Soyouz et Molnia sont encore employées. Les différentes versions énumérées ci-dessous ont connu diverses améliorations, en particulier dans le domaine de l'électronique, qui a beaucoup progressé. Néanmoins, la conception de base du lanceur est restée inchangée. À la place du kérosène, certaines versions ont utilisé un carburant synthétique nommé Syntin, qui améliore légèrement les performances.
La version Soyouz est la plus connue, en raison de son utilisation dans les programmes habités (Saliout, ASTP, Mir et ISS). De ce fait, le nom « Soyouz » tend à être appliqué à toute la famille. Les nouvelles versions commerciales, dotées d'un troisième étage et destinées aux lancements géostationnaires (depuis Kourou) seront aussi appelées Soyouz, alors que leur rôle les apparente davantage aux Molnia.
Toujours en activité après de multiples améliorations et malgré l'ancienneté de sa conception initiale, la Semiorka reste l'une des fusées les plus fiables du monde. Une nouvelle version, la 2-1a, ou Soyouz 2, a été lancée avec succès le 8 novembre 2004. C'est cette version qui est utilisée depuis le CSG, le Centre spatial guyanais depuis 2011. De fait, cette collaboration Europe-Russie se matérialise le 21 octobre 2011 : la fusée russe Soyouz met en orbite les deux premiers satellites de Galileo, projet européen concurrent du GPS américain, lors de son tir inaugural depuis le Centre spatial guyanais (CSG), voisin de Kourou. Soyouz pourra recevoir la coiffe de la fusée européenne Ariane 4, ce qui devrait améliorer la compétitivité commerciale du lanceur car cette coiffe est plus spacieuse et plus légère que celle des Soyouz actuelles et les fabricants de satellites la connaissent bien et proposent des plates-formes conçues pour elle.